# سيرغي باراجانوف
سيرغي باراجانوف (الأرمينية: Սերգեյ Փարաջանով؛ الروسية: Сергей Иосифович Параджанов؛ الجورجية: სერგო ფარაჯანოვი؛ الأوكرانية: Сергій Йосипович Параджанов؛ وأحيانا مكتوبة بارادزانوف أو بارادجانوف؛ 9 يناير 1924 - 20 يوليو 1990) مخرج سينمائي سوفياتي وفنان أرميني قدم مساهمات كبيرة في السينما السوفياتية من خلال السينما الأوكرانية والأرمنية والجورجية.
اخترع بارجانوف أسلوبه السينمائي الخاص به، فكان بعيدا تمام البعد عن النمط الكلاسيكي السائد وقتها المتمثل في المبادئ الإرشادية للواقعية الاشتراكية (أسلوب الفن الوحيد المعتمد في الاتحاد السوفييتي). تفرده الفني هذا، مع أسلوب حياته وسلوكه المثير للجدل، قاد السلطات السوفييتية إلى تتبعه وسجنه مرارا وتكرارا، بهدف قمع أفلامه.
على الرغم من أنه بدأ صناعة الأفلام كمحترف في عام 1954، إلا أن باراجانوف تبرأ من جميع الأفلام التي قام بإنجازها قبل عام 1965 لأنها كانت في نظره «قمامة». بعد إخراج فيلم ظلال الأسلاف المنسيين (التي غير اسمه إلى خيول النار البرية في معظم التوزيعات الأجنبية) أصبح بارجانوف واحدا من المشاهير العالميين وفي نفس الوقت هدفًا للهجمات من النظام. فمعظم إنتاجاته السينمائية وخططه من 1965 إلى 1973 تم منعها أو إلغائها أو إغلاقها من قبل إدارات الأفلام السوفيتية، المحلية (في كييف ويريفان) والفيدرالية (جوسكينو)، تقريبا بدون مناقشة، حتى تم إلقاء القبض عليه أخيرا في أواخر عام 1973 بتهمة الاغتصاب والمثلية الجنسية والرشوة. فبقي مسجونا حتى عام 1977، على الرغم من مطالبة العديد من الفنانين بالعفو عنه. حتى بعد إطلاق سراحه ألقي القبض عليه مرة ثالثة وأخيرة في عام 1982. إلا أنه إثرها صار كان شخصًا غير مرغوب فيه في السينما السوفييتية. كان عليه الانتظار حتى منتصف الثمانينات، عندما بدأ المناخ السياسي في الاستقرار، ليستئنف الإخراج. ومع ذلك، فقد تطلب الأمر مساعدة الممثل الجورجي دودو أباشيدزه وغيره من الأصدقاء ليتمكن من عرض أفلامه الأخيرة.
تدهورت صحة سيرجي بشكل كبير جراء مدة أربع سنوات التي قضاها في معسكرات العمل والتسعة أشهر في السجن في تبليسي. توفي بسرطان الرئة في عام 1990، في الوقت الذي كانت فيه أفلامه تعرض في مهرجانات الأفلام الأجنبية بعد ما يناهز ال20 سنة من القمع. في يناير 1988، قال في مقابلة: «الجميع يعرف أن لدي ثلاث أوطان أم. لقد ولدت في جورجيا، وعملت في أوكرانيا وسأموت في أرمينيا.»  دفن سيرغي باراجانوف في كوميتاس بانثيون الذي يقع في وسط مدينة يريفان.
فازت أفلام باراجانوف بجوائز في مهرجان مار ديل بلاتا السينمائي، ومهرجان اسطنبول السينمائي الدولي ، وجوائز نيكا، ومهرجان روتردام الدولي للسينما ، ومهرجان كاتالونيا السينمائي الدولي ، ومهرجان ساو باولو السينمائي الدولي وغيرهما.

## حياته
ولد باراجانوف سركيس هوفسبي باراجانيانز (Սարգիս Հովսեփի Փարաջանյանց) في عائلة أرمنية موهوبة فنياً مستقرة في تبليسي، جورجيا. والداه كانا أيوسيف بارادجانوف وسيرانوش بيجانوفا، (تأكد اسم عائلة باراجانانتس وثيقة تاريخية موجودة في متحف سيرغي باراجانوف في يريفان).
في عام 1945، سافر إلى موسكو، أين درس الإخراج في واحدة من أقدم مدارس السينما التي تحظى باحترام كبير في أوروبا، وتلقى اهتماما خاصا من قبل المخرجين إيغور سافتشينكو وألكسندر دوفجينكو.
في عام 1948 أتهم بالمثلية الجنسية (الذي كان غير قانوني في ذلك الوقت في الاتحاد السوفياتي) مع ضابط تابع لوزارة الأمن يدعى نيكولاي ميكافا في تبليسي. وحُكم عليه بالسجن لمدة خمس سنوات، لكن أُطلق سراحه بموجب عفو بعد ثلاثة أشهر. في مقابلات الفيديو، ينفي الأصدقاء والأقارب صحة أي شيء من هذا الإتهام. وحسب استنتاجاتهم، فإن العقاب ربما كان شكلاً من أشكال الانتقام السياسي بسبب آرائه المتمردة.
في عام 1950، تزوج باراجانوف في موسكو من زوجته الأولى، نيغيار كريموفا، المنحدرة من عائلة تتار مسلمة واعتنقت المسيحية الأرثوذكسية الشرقية لتتزوج باراجانوف. إلا أنها قُتلت على يد أقاربها بسبب تغيير دينها. اثر هذه الحادثة غادر باراجانوف روسيا إلى كييف، أوكرانيا، حيث أنتج بعض الأفلام الوثائقية (الأيدي الذهبية، ناتاليا أزهفي، دومكا) والسردية: أندرياش (مبنية على قصة خيالية كتبها الكاتب المولدوفي اميلي بوركوف)، الشاب العالي، الرابسودي الأوكراني (ميلودراما في زمن الحرب)، زهرة على الحجر (فيلم حول طائفة دينية تتسلل إلى مدينة تنقيب في حوض دونيت).
تعلم باراجانوف الأوكرانية وتزوج زوجته الثانية سفيتلانا افانيفنا شارباتيوك، المعروفة أيضا باسم سفيتلانا شارباتيوك أو سفيتلانا باراجانوف، في عام 1956. أنجبا مع بعض ابنًا، سوران باراجانوف، في عام 1958.

## سجنه وأعماله
بحلول كانون الأول 1973، ازدادت شكوك السلطات السوفييتية في أفكار باراجانوف المضادة للنظام، فحكمت عليه بخمس سنوات في معسكر مع الأعمال الشاقة في سيبيريا بعد اتهامه «باغتصاب عضو في الحزب الشيوعي، ونشر مواد إباحية». قبل ثلاثة أيام من صدور الحكم على بارانوف، كتب أندريه تاركوفسكي رسالة إلى اللجنة المركزية للحزب الشيوعي الأوكراني، مؤكدًا أن«سيرجي بارادجانوف قدم في السنوات العشر الأخيرة فيلمين فقط: ظلال أسلافنا المنسيين و لون الرمان ، وكان لهما تأثير كبير على السينما في أوكرانيا أولاً، وعلى مستوى البلد ككل ثانيا، في العالم بأسره ثالثا. كما أن هذا الأخير أكد أنه فنياً عدد قليل من الناس في العالم يمكن أن يحلوا محل بارادجانوف، وهو مذنب - مذنب في وحدته. نحن مذنبون بعدم التفكير في أمره يوميا وعدم إدراك أهمية المعلم». احتجت مجموعة من نخبة الفنانين وصانعي الأفلام والناشطين، عن الظلم الذي شهده باراجانوف، من بينهم إيف سان لوران، وفرانسواز ساجان، وجان لوك غودار، وفرانسوا تروفو، ولويس بونويل، وفيدريكو فيليني، ومايكل أنجلو أنطونيوني، وأندري تاركوفسكي وميخائيل فارتانوف.
قضى باراجانوف أربع سنوات من مدة حكمه التي كانت في الأصل خمس سنوات، ويرجع الفضل إلى إطلاق سراحه المبكر لجهود الشاعر السريالي الفرنسي لويس أراغون وزوجته الشاعرة الروسية إلسا تريوليت، والكاتب الأمريكي جون أبدايك. أذن بإطلاق سراحه في ديسمبر 1977 الأمين العام للحزب الشيوعي للاتحاد السوفيتي، ليونيد بريجنيف. وحسب بعض الروايات، فإنه خلال لقاء بين بريجنيف وأراغون وتريولت في مسرح بولشوي في موسكو، عندما سأل بريجنيف عما إذا كان بإمكانه تقديم أي مساعدة، طلب أراغون إطلاق سراح باراجانوف.
أثناء سجنه، نحت باراجانوف عددًا كبيرًا من الدمى الصغيرة ورسم حوالي 800 رسمة، تم عرضها فيما بعد بمتحف في يريفان (افتتح المتحف في عام 1991، عاما واحدا بعد وفاة بارانوف، ويوجد به أكثر من 200 عمل بالإضافة إلى أثاث من منزله في تبليسي.).
بعد خروجه من السجن وعودته إلى تبليسي، تابعت المراقبة السوفياتية عن كثب بارانوف ومنعته من مواصلة مسيرته السينمائية. إلا إنه قام بصنع مجموعة من التصاميم المعقدة للغاية، ورسم مجموعة كبيرة من اللوحات التجريدية بحثا منه عن طرق أخرى للفن غير السينما، حتى إنه واصل صنع المزيد من الدمى وحاك بعض البدلات المثيرة.
في فبراير 1982، سُجِن باراجانوف مرة أخرى، بتهمة الرشوة، وتزامن هذا الحدث مع عودته إلى موسكو لحضور العرض الأول لمسرحية تحيي ذكرى فلاديمير فيسوتسكي في مسرح تاجانكا. تم إطلاق سراحه في أقل من عام، إلا أن صحته تدهورت بشكل كبير.
في عام 1985، دفع ضعف الاتحاد السوفياتي الداخلي باراجانوف إلى استئناف شغفه بالسينما إلى جانب تشجيع العديد من المفكرين الجورجيين، فأخرج فيلم أسطورة حصن سورام الحائز على العديد من الجوائز، والذي يرتكز على قصة دانييل شونكادز. وفي عام 1988، قدم فيلم اشيك كريب الحائز على عدة جوائز. وأهدى باراجانوف الفيلم لصديقه المقرب أندريه تاركوفسكي و «لجميع أطفال العالم».
حاول باراجانوف بعد ذلك إكمال مشروعه النهائي. إلا أنه توفي بسبب السرطان في يريفان، أرمينيا، في 20 يوليو 1990، في سن 66، وترك هذا المشروع، الاعتراف، غير مكتمل. كان فيدريكو فيليني، وتونينو غيرا، وفرانسيسكو روسي، وألبرتو مورافيا، وجولييتا ماسينا، ومارشيلو ماستورياني، وبيرناردو بيرتولوتشي من بين أولئك الذين نعى وا علنا موته. حتى أنهم أرسلوا برقية إلى روسيا تضمنت العبارة التالية: «لقد فقد عالم السينما ساحرًا».

## روابط خارجية
- Official Site (Parajanov.com)
- متحف سيرجي باراجانوف
- سيرغي باراجانوف على موقع IMDb (الإنجليزية)
- سيرغي باراجانوف على موقع الموسوعة البريطانية (الإنجليزية)
- سيرغي باراجانوف على موقع مونزينجر (الألمانية)
- سيرغي باراجانوف على موقع ألو سيني (الفرنسية)
- سيرغي باراجانوف على موقع أول موفي (الإنجليزية)
- سيرغي باراجانوف على موقع قاعدة بيانات الأفلام السويدية (السويدية)
- سيرغي باراجانوف على موقع إن إن دي بي (الإنجليزية)
- سيرغي باراجانوف على موقع ديسكوغز (الإنجليزية)
- سيرغي باراجانوف على موقع قاعدة بيانات الفيلم (الإنجليزية)
- سيرغي باراجانوف على موقع كينوبويسك (الروسية)
- Hollywood Reporter
- Deadline Hollywood
- The Moscow Times
- ENCI.com نسخة محفوظة 24 سبتمبر 2014 على موقع واي باك مشين.
- The Parajanov Case, March 1982
- Sergei Parajanov's 75th birthday
- The Cinemaseekers Honor Roll
- Museum of Sergei Parajanov on GoYerevan.com
- Interview with Ron Holloway
- Film about Parajanov Museum in Yerevan على يوتيوب
- Actress Sofiko Chiaureli and many others about him
- Arts: Armenian Rhapsody
- Excerpted from "Paradjanov’s Films on Soviet Folklore" by Jonathan Rosenbaum
- For those who want to know more about Parajanov
- The Color of Pomegranates على يوتيوب
- TV channel in Los Angeles on Sergei Parajanov على يوتيوب
- Evening Moscow Newspaper Spouses of Sergei Parajanov and Mikhail Vartanov received awards in Hollywood
- Sergei Parajanov. Collages. Graphics. Works of Decorative Art. Kyiv, 2008.